# ジーキル博士の彷魔が刻
『ジーキル博士の彷魔が刻』（ジーキルはかせのほうまがとき）は、1988年4月8日に東宝より発売されたファミリーコンピュータ用の横スクロールアクションゲーム。「おうまがとき」と読むのは誤りである。
日本国外版のタイトルは『Dr. Jekyll and Mr. Hyde』となっている。

## 概要
イギリスの作家、ロバート・ルイス・スティーヴンソンの小説である『ジーキル博士とハイド氏』（1886年）をモチーフにしたアクションゲーム（説明書では「アドベンチャー・タイプのアクションゲーム」と称している）。19世紀のロンドンを舞台に、主人公のジーキル博士を操作して、幾多の妨害をかわしながら、婚約者ミリセントが待つセント・レーマン教会へたどり着くのが目的。全6ステージ構成。ゲームオーバーとなっても、回数に制限なくコンティニューが可能。
ジーキル博士がダメージを受けることでストレスが蓄積されるとハイド氏に変身してしまい、全く異なるゲームプレイとなるのが特徴。基本的には、ジーキル博士とハイド氏のそれぞれの状態を行き来しながら、ゲームを進めることとなる。それぞれの状態でスクロール方向が逆で、ゲーム性も異なることから、製品パッケージでは「ファミコン初のリバース・スクロール方式採用で、右に左にドラマチックにゲーム・マップが変化する2モード合体RPG新登場!」と記されている。

## ストーリー
19世紀のイギリス。医学博士であるヘンリー・ジーキルは、研究を続けるうちに人間の精神は善と悪とで構成されているという結論に達した。ジーキルは自説の証明のために、善と悪を分離する薬品を発明し、自らの身体で実験をおこない、研究を続けた。この薬を飲むことは、温厚で理知的な善の心である「ジーキル博士」が、残虐で野蛮な人格の悪の心である「ハイド氏」に変身してしまうことを意味していた。「ハイド氏」に変身したジーキルの眼と心に映るものは、すべて醜くおぞましい姿となり、身も心も悪魔に売り渡したかのように悪徳の限りを尽くしていった。
そして、ジーキルは自らを実験台にし続けた代償として精神と肉体をも蝕んでしまい、薬を服用しなくても、街の様々な出来事が博士に与えるストレスとなって、自らの意志にかかわらず「ハイド氏」と化してしまっていた。婚約者ミリセントとの結婚を控えながらも、「ハイド氏」として無意識のまま残虐行為を繰り返し、破滅の道を歩みはじめていたジーキルに、いかなる運命が待ち受けているのか。

## ゲーム内容

### 操作方法
- 十字キーの左右 … 左右に移動
- 十字キーの下 … ジーキル博士モードのとき、しゃがむ
- 十字キーの上 … ジーキル博士モードのとき、建物の中に入る。
- Aボタン … ジャンプ
- Bボタン … ジーキル博士モードはステッキ、ハイド氏モードはパンチで攻撃
- 上を押しながらBボタン … ハイド氏モードのとき、サイコ・ウェーブで攻撃
- スタートボタン … ポーズ（ゲームの一時停止）

### ジーキル博士モード
ジーキル博士の状態では、爆弾魔やそれによってパニックに陥った市民などによる妨害を避けながら、街や公園内を右へ進んでいく。ジーキル博士はAジャンプのほか、手にしたステッキで攻撃できるが、蜂以外の敵を攻撃すると逆にストレスにダメージを受けてしまうため、実質的に攻撃手段はない。その他、建物のドアの前で上キーを押すと約1秒の間だけ建物の中に入り、攻撃を回避できる。
ジーキル博士には体力（LIFE）の他にストレスを示すMETERというゲージがあり、ダメージと共に左へ傾いていく（ストレスの増加）。ゲージが完全に左に傾くとジーキル博士は別人格であるハイド氏に変身してしまう。
建物の窓から手を振るミセス・レイチェルに会う（窓の下のドアに入る）ことでLIFEとストレスが回復しコインを取得できるが、ランダムでストレスを増やされてコインが減少することがある。

### ハイド氏モード
ハイド氏の状態はジーキル博士の時とは違い左へ強制スクロールとなる。「ジーキル博士の眼と心に映るすべてのものが、醜くおぞましい姿に変わる」ことで、ジーキル博士がいた世界が魔界と化しており、背景の建物は崩壊し、市民らの代わりに魔物が登場する。ハイド氏はジャンプとパンチの他、上キーを押しながら攻撃することによりサイコ・ウェーブという飛び道具を放つことができる。それらの攻撃で魔物を倒すことによりMETERが右側に傾いていき、完全に右側に傾かせることで、憎悪の念を放射しきったジーキル博士に戻ることができる。その際にLIFEも回復する。
このモードのマップは、最終ステージを除きジーキル博士モードを左右反転させたものとなっている。各モードの現在位置はそれぞれ独立しており、ジーキル博士モードでの進捗に関係なく、ハイド氏モードも最初はスタート地点から始まり、互いのモードと行き来しても、それぞれのモードで進んだ地点から再開する。
ジーキル博士モードで右方向に進んだ地点にハイド氏が左方向で追いついてしまった場合、神の怒りによる天罰（落雷）がハイド氏の頭上から降りかかりゲームオーバーとなってしまう。
例外として、ハイド氏モードの最終ステージは屋根の上を飛び移って移動する独自のマップとなっており、ゲームオーバーになることなく最終地点まで進められる。つまり、ジーキル博士が最終ステージに突入すれば、以降はジーキル博士に追いつくことはなくなる。

### プレイヤーのパラメーター
ライフ・メーター (LIFE)
- ジーキル博士およびハイド氏の体力を示す。
- ジーキル博士およびハイド氏のどちらのモードでも、ダメージを受けることで減少する。なくなると倒れてしまいゲームオーバー。
- ジーキル博士からハイド氏に変身したとき、変身前のLIFEゲージをそのまま引き継ぐ。
- ジーキル博士モードでミセス・レイチェルに会うか、ハイド氏モードからジーキル博士モードに戻ることで回復する。ほかの回復手段はない。

ストレス・メーター (METER)
- メーターの左にはハイド氏を意味する「H」、右にはジーキル博士を意味する「J」と書かれている。
- ゲーム開始直後は「J」の位置にメーターがあり、ジーキル博士の状態でダメージを受けると、ストレスが蓄積され「H」の方向にゲージが移動し、「H」の位置までメーターがふりきれるとハイド氏に変身する。
- ハイド氏の状態で敵を撃破すると、ストレスが開放され「J」の方向にゲージが移動し、「J」の位置までメーターが振り切れるとジーキル博士に戻る。
- ジーキル博士モードでミセス・レイチェルに会うことでストレスを回復させることができるが、ランダムで逆にストレスが蓄積されることもある。
- 最後のボスとの対決時は、ボスに攻撃することでメーターが「J」の位置に移動し、「J」の位置までメーターを振り切ることで倒すことができる。

コイン (COIN)
- コイン1枚所持につきコインマークが1つ表示。10枚所持ごとにコイン袋マークが1つ表示される。
- ジーキル博士モードでミセス・レイチェルに会うことで得られるが、ランダムで減ることもある。
- ハイド氏モードで魔物を撃破すると落とすことがあり、それを拾うことでも得られる。サイコ・ウェーブを当てて拾うこともできる。
- ジーキル博士モードで出現する、エレーナ・マッコウェンの音痴な歌（大量の音符を撒き散らす攻撃）をやめさせるのが唯一の用途である。

### ゲームオーバーの条件
- ジーキル博士およびハイド氏のLIFEがなくなったとき。
- ハイド氏モードで、橋が崩れている箇所や屋根同士の間から落下したとき。
- ハイド氏モードで、ジーキル博士モードよりも先に進んでしまったとき（最終ステージをのぞく）。

### ステージのクリア
ステージの右端（ハイド氏のときは左端）にたどり着くと次のステージに進む。
ジーキル博士モードで最後のステージの右端にある教会に到達するとゲームクリアで、エンディングとなる。

### ゲームの結末
本作はマルチエンディングを採用しており、単純にジーキル博士が最後まで到達しても、教会前に婚約者の姿はなく、「ジーキル博士がいつハイド氏になるか分からないまま婚約者と結婚」することになるため、詳細が描かれず教会の建物をバックに結婚行進曲が流れて「End」と表示されるだけのバッドエンディングとなる。
真のエンディングを見るためには、ジーキル博士が最終ステージに到達したあと、ハイド氏モードを最後の地点（教会）まで進めて、そこで待ち構える最後のボスである「魔界王レテュール」を倒しておく必要がある。「魔界王レテュール」を倒すとジーキル博士に戻るが、「ジーキル博士の持つ本来の心がハイド氏の邪悪な心に打ち勝ち、爆弾魔に神の制裁が下った」ことになるため、以降はすべての敵がいなくなり、二度とハイド氏になることなく教会に到達できる。

## ステージ
第1ステージ「トルフォード街」
ロンドンの高級住宅街。ジーキル博士の研究室がある。最初から爆弾魔がひっきりなしに出現するうえ、爆弾の爆発時間が他ステージよりも早く、ゲーム開始直後から難易度が高い。
第2ステージ「ゴズビー公園」
街外れの静かな公園。
第3ステージ「マルロ通り」
にぎやかな商店街。酒樽がジーキル博士に向かって転がってくる。
第4ステージ「モルソン村」
のどかな農村地帯。爆弾魔によりパニックになった村人がジーキル博士を襲ってくる。
第5ステージ「ヒーリング墓地」
ふだんは静まりかえった墓地。墓穴を掘っている老人が土を投げつけてくる。このステージのみジーキル博士が歩く道よりも下の段に爆弾魔が出現する。爆風が当たることはないが、爆発によってパニックになった動物が襲ってくる。
第6ステージ「キンズウェイ街」
婚約者が待つセント・レーマン教会がある街。爆弾魔が多数出現し爆弾がすぐに爆発するうえ、酒樽が常に2個ずつ転がってくることにより、ハイド氏モードをクリアせずに最後まで進めることは非常に難しい。
日本国外版ではステージ構成が異なり、一部ステージ同士がまったく同じマップとなっている。

## キャラクター

### ジーキル博士モード
ジーキル博士（ヘンリー・ジーキル）
このゲームの主人公。婚約者との結婚式を挙げるために教会まで向かう。
婚約者ミリセント
ジーキル博士の婚約者である女性。真のエンディングの条件を満たして教会に到達するとその姿を見せる。原作の小説には登場せず、1920年の映画化作品『狂へる悪魔』に登場する人物である。
ミセス・レイチェル
数年前に夫を亡くした未亡人。亡くなった夫に面影を感じるジーキル博士に好意を抱いている。建物の窓から手を振っており、出会うとLIFEとストレスの回復およびコインを得られるが、たまに逆にストレスを増やされてコインを取られることがある。
謎の爆弾魔
ジーキル博士の研究の秘密を知る、ピンク色の衣装に身を包んだ謎の男。ジーキル博士とすれ違いざまに爆弾を置いて逃げていき、爆風に当たるとLIFEとストレスに大きなダメージを受ける。さらに、出現することで市民や動物が混乱して逃げ惑ってしまい、それにぶつかることでもダメージを受けてしまう。
爆風の範囲内にいる間は多段でダメージを受けてしまううえ、ダメージを受けたとき、爆弾より前にいたとしても後ろ方向にノックバックしてしまう。これにより、爆弾が設置されたのを無視して前に進むと、爆風がある方向にノックバックして大ダメージとなってしまうため、確実にダメージを最低限に抑えるためには、爆弾が設置されたときにはすぐに後ろに逃げる必要がある。しかし、それでも爆弾の爆発が早いステージでは多少のダメージを受けてしまう。また、爆風の範囲は横に広く縦方向は短いため、タイミングはきわめてシビアながら、ジャンプでかわすことは不可能ではない。
ロゼッタ・エンライト
ジーキル博士の友人であるエンライト卿の一人娘。
ビリー・ボーンズ
ミリセントの家の隣に住む少年。ミリセントに淡い恋心を抱いており、パチンコでジーキル博士を狙い撃ちしてくる。弾はしゃがむとよけられる。
アーノルド・エベッツ
狩猟マニア。乱獲により英国動物愛護協会から目を付けられている。場所を問わずライフルを乱射し、撃ち落とした動物にジーキル博士が当たるとダメージとなってしまう。
エレーナ・マッコウェン
郊外の豪邸に住む貴婦人で、天性の音痴。周囲に大量の音符を撒き散らして攻撃する。コインを持った状態で触れることで歌をやめさせられるが、触れるまでにも大量の音符に襲われるため近づくことも難しい。
ジャン
墓場で穴を掘る老人。穴を掘ることに生きがいを感じており、掘った土を路上に投げてくる。
犬のマーフィ
ふだんは陽当たりのよいところで寝ている犬だが、眠りを邪魔されると、怒ってかみついてくる。
猫のルナ
雑種の野良猫。普段はおとなしく、通行人に餌をねだるだけだが、きまぐれで狂暴になることがある。
マンションの住人
隣の窓から顔を出した隣人とケンカをしており、投げあった障害物を落としてくる。
カラス
ジーキル博士の頭上を左右に飛び、糞を落としてくる。
蜘蛛
垂らした糸でぶらさがり上下している。この上下移動はランダムで、上がった下を通り抜けようとしても突然降りてくることがある。
蜂
空中を飛び回って移動する。ジーキル博士がステッキ攻撃で撃退できる唯一の敵。

### ハイド氏モード
ハイド氏（エドワード・ハイド）
ジーキル博士が薬によって変身した姿。自分の全てを悪魔に売り渡した代償として、強靭な肉体とあらゆる悪魔を粉砕するサイコ・ウェーブを身に付けた。
悪霊シェップ
魔界で三匹同時に行動する弱小モンスター。ジャンプしながら進み、火の玉を吐いて攻撃する。
妖精エプロシュカ
魔界空間を自由に飛び回る妖精。ラッパからシャボン玉を吹いて攻撃してくる。
邪鬼ヌウヌウ
赤ん坊の姿形をしているが、強い魔力を持つ。サイコ・ウェーブに対する耐久力が高い。
妖婆オノーリア
魔界の最年長である老婆。そのままの姿ではたいした攻撃をしてこないが、怒らせると大蛇に変身して襲いかかってくる。
人魚カロッタ
魔界の海に住む人魚。手に持ったハープを鳴らしながら出現し、テリトリーに立ち入った者を弓矢で攻撃してくる。出現中はBGMがハープ演奏のような音楽に変わる。
灼熱鬼ワルリッヒ
灼熱地獄の住人であるモンスター。紅連の炎に身を包み、近づくもの全てを焼きつくす。
妖岩バルマ
魔界の空を牛耳る岩石モンスター。飛来すると破裂して溶岩をまきちらる。
骨霊ゴルム
魔界を自由自在に飛び回る頭蓋骨。大きく開けた口から火の玉を吐いて攻撃をする。
魔界王レテュール
魔界空間を現れては消えて浮遊する、魔界の主のようなモンスター。普段見せている緑色の姿は分身のため無敵で、ピンク色の本体しか攻撃を受け付けない。

## 評価
- ゲーム誌『ファミコン通信』の「クロスレビュー」では、3・6・6・4の合計19点（満40点）となっており[6][3]、レビュアーの意見としては、「ジキル面ではいかに逃げるかだし、ハイド面では制約が多すぎるしで、ウップンがたまる」、「新しい試みではあるんだけど、ちょっと問題ありって気がする」などと評されている[6]。

- ゲーム誌『ファミリーコンピュータMagazine』の読者投票による「ゲーム通信簿」での評価は以下の通りとなっており、15.10点（満30点）となっている[1]。同誌1991年5月10日号特別付録の「ファミコンロムカセット オールカタログ」では、「強制逆スクロールがユニーク」と紹介されている[1]。

| 項目 | キャラクタ | 音楽 | 操作性 | 熱中度 | お買得度 | オリジナリティ | 総合  |
| 得点 | 2.68       | 2.56 | 2.41   | 2.35   | 2.34     | 2.76           | 15.10 |

- ゲーム本『仰天B級ゲームの逆襲』（1998年、二見書房）では下記の評価を下しており、「全体の絵も雰囲気あっていいんだけど、いかんせん先に進むことができない」、「ナゾなのはともかく、ムズカシすぎるのは問題。面白い、面白くない以前の問題」と評している[5]。

| 項目 | イマウケ度 | カルト度 | グラフィック | オリジナリティー | ハラダチ度 | インパクト |
| 得点 | 星4 / 5    | 星5 / 5  | 星2 / 5      | 星4 / 5          | 星5 / 5    | 星4 / 5    |

- ゲームレビュー動画『The Angry Video Game Nerd』（2004年 - ）内において、AVGN（ジェームズ・ロルフ）は「意味不明のゲーム」、「パッケージでさえ見たくない」、「興味本位でも絶対にプレイするな」などと酷評している。しかし、皮肉にもこのこき下ろしっぷりがYouTubeで話題となり、後の氏のシリーズ製作の発端となった。

- ゲームムック『死ぬ前にクリアしたい200の無理ゲー ファミコン&スーファミ』では「設定は面白いが、難易度が噛み合っていない」「ゲームオーバーの条件が分かりにくい」と評されている[2]。